# 警察機動部隊
香港警察機動部隊(Police Tactical Unit,PTU)は香港警察の常設部隊。日本の機動隊に相当する組織で、香港全土における治安維持、雑踏整理、防犯作戦、災害対応、暴徒鎮圧を任務としている。

## 組織
PTUは8つの大隊に別れ、約2000人以上もの警官を有している。 特殊作戦チームとして立てこもりや対テロ作戦を行うSDUと、準軍事的な暴徒鎮圧作戦を行うSTCがある。

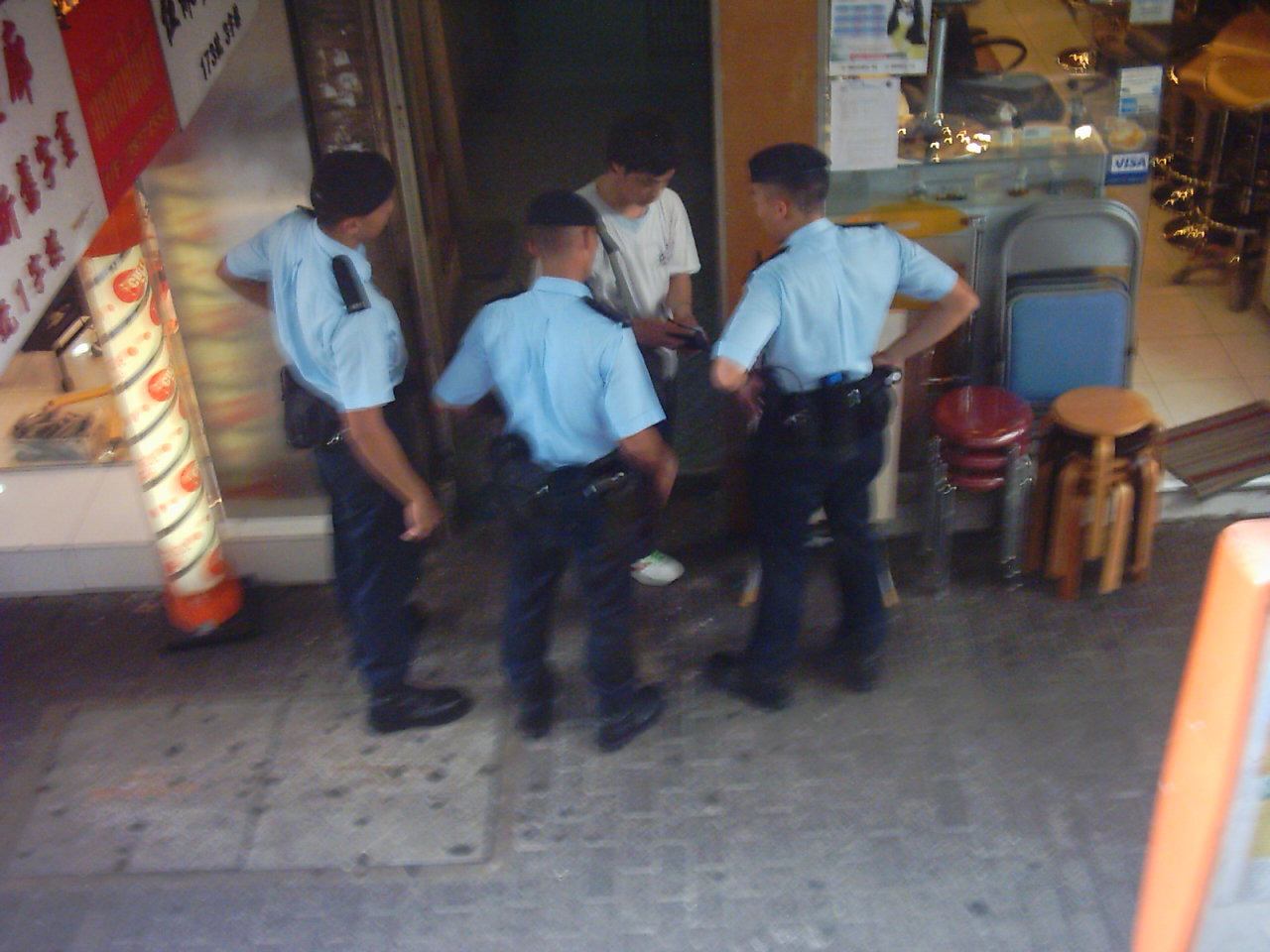
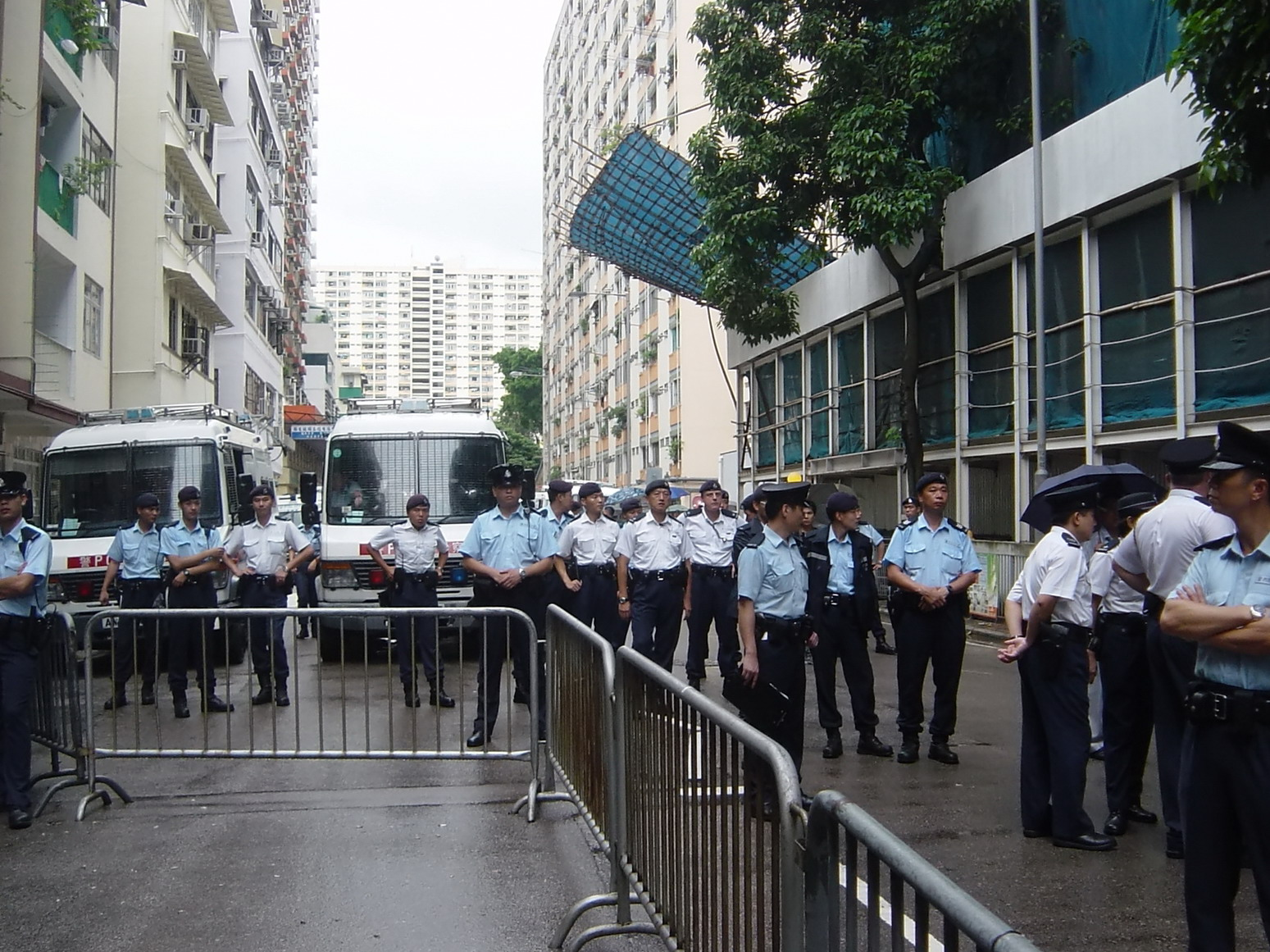
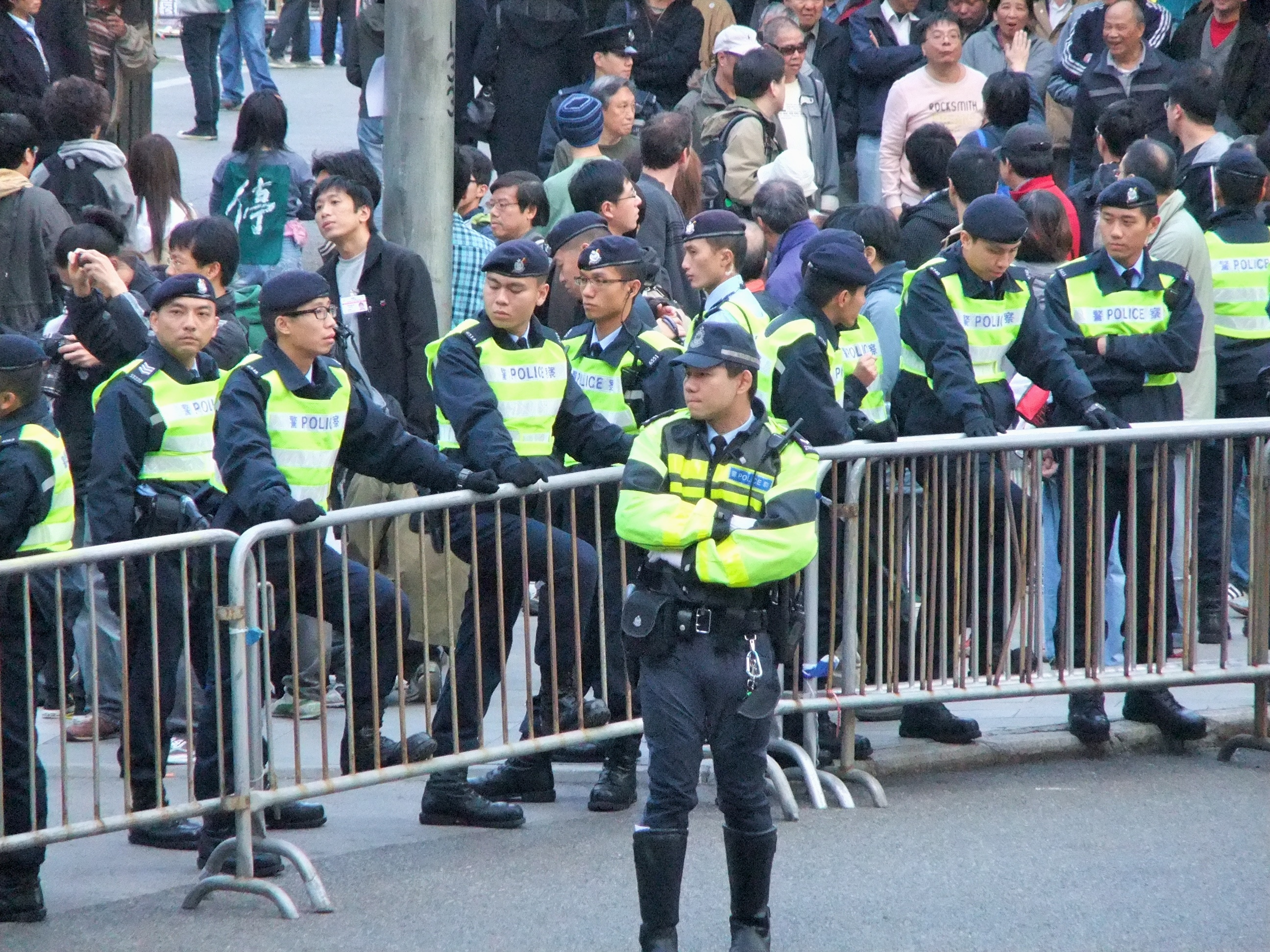
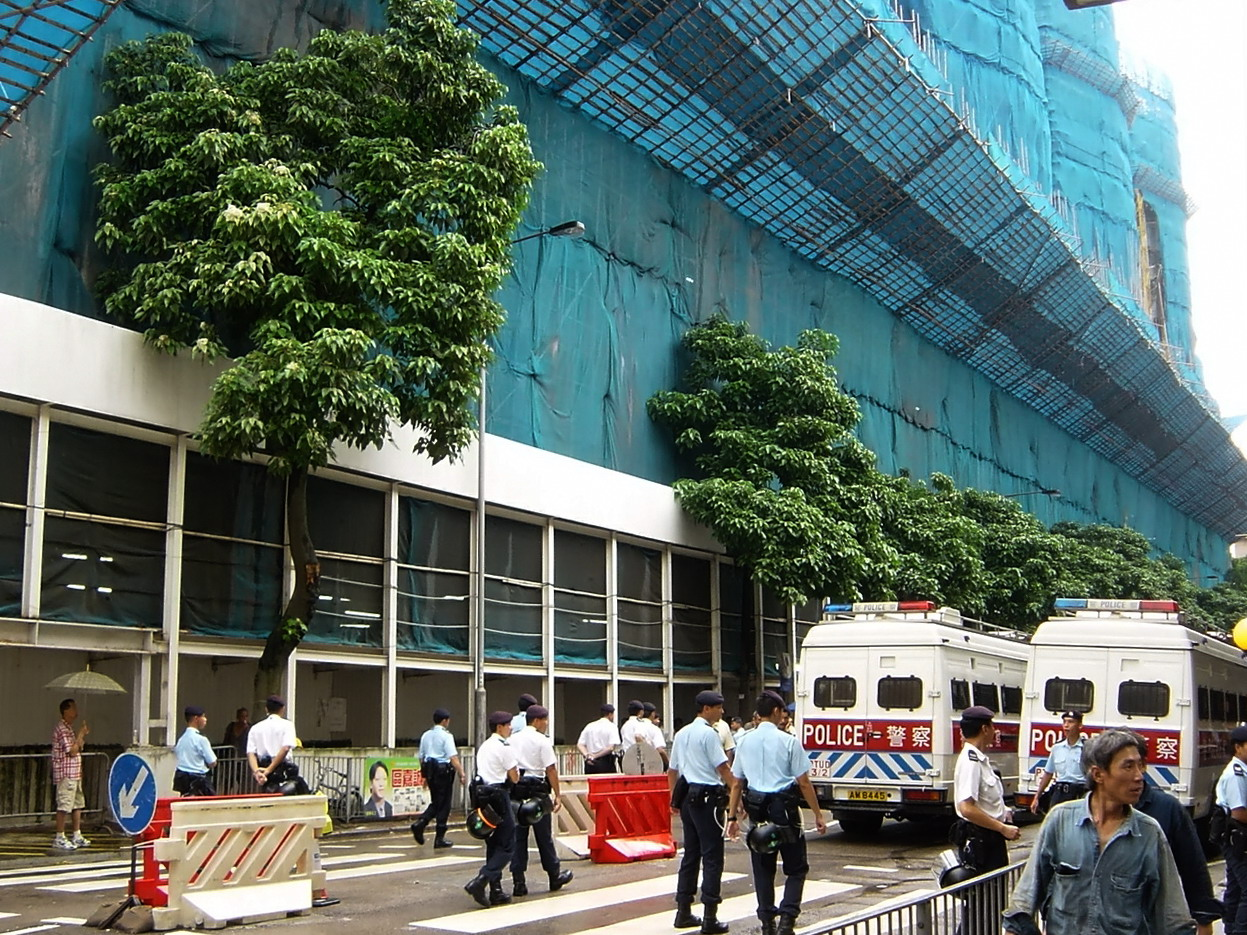
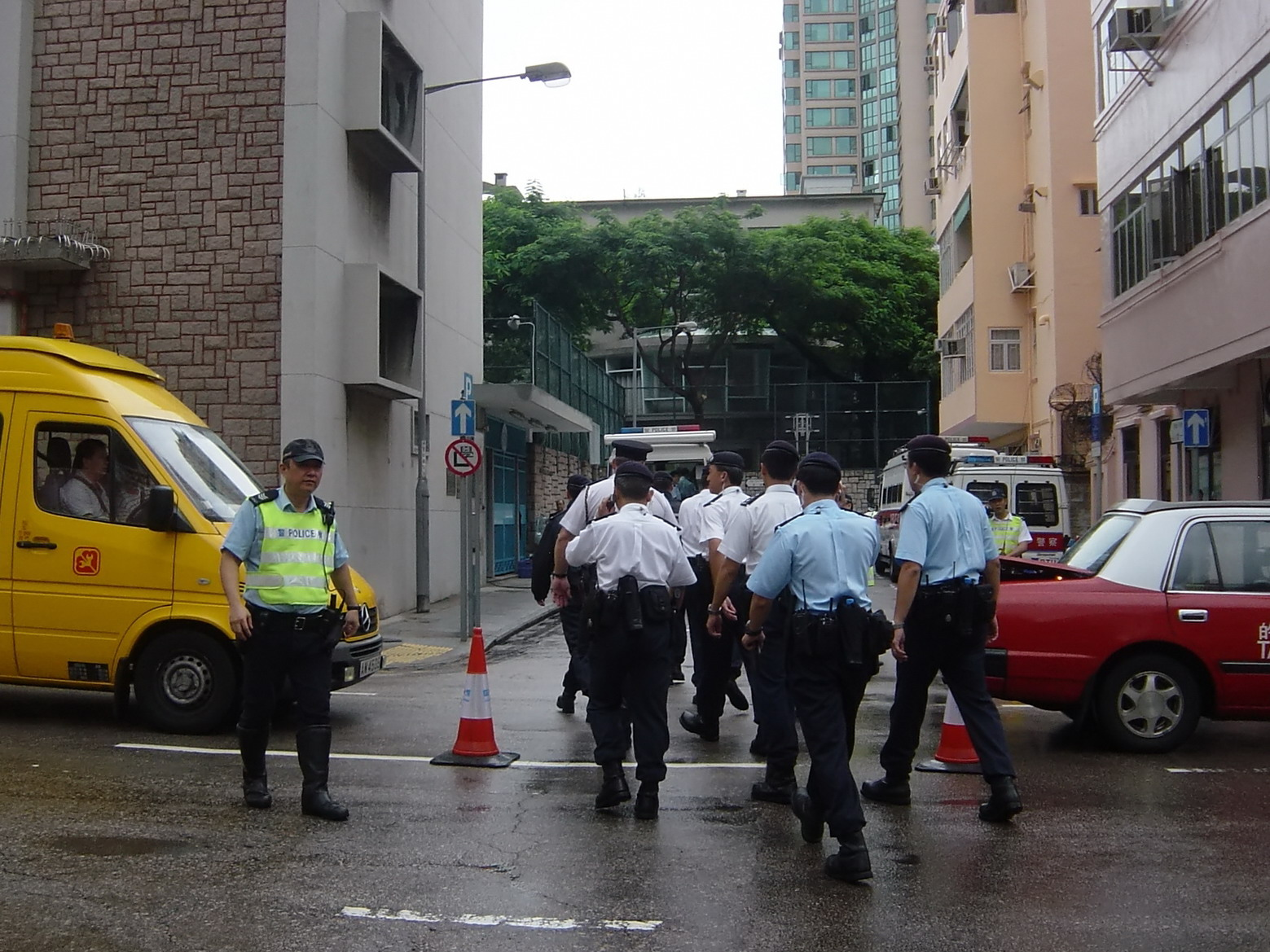
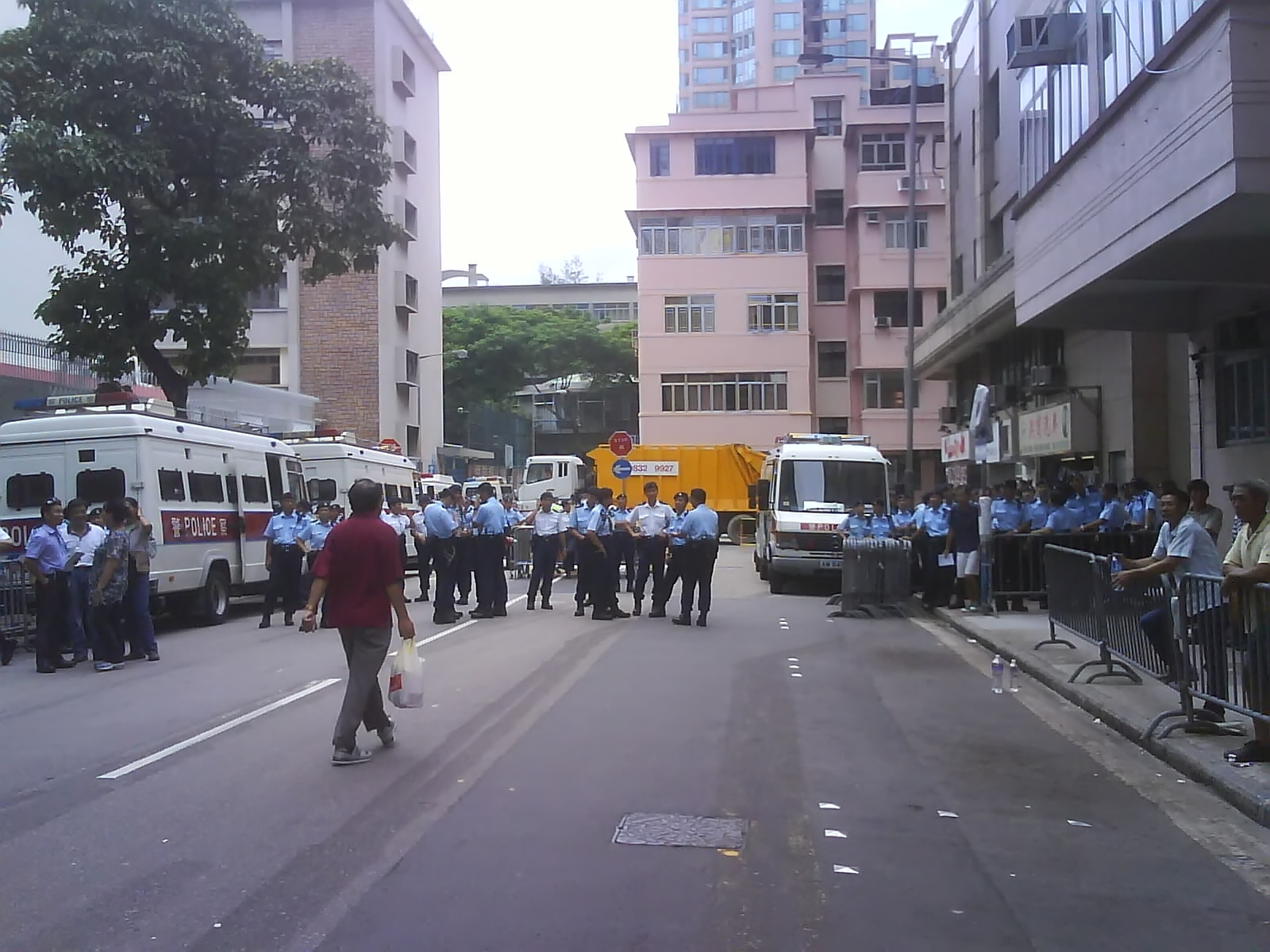
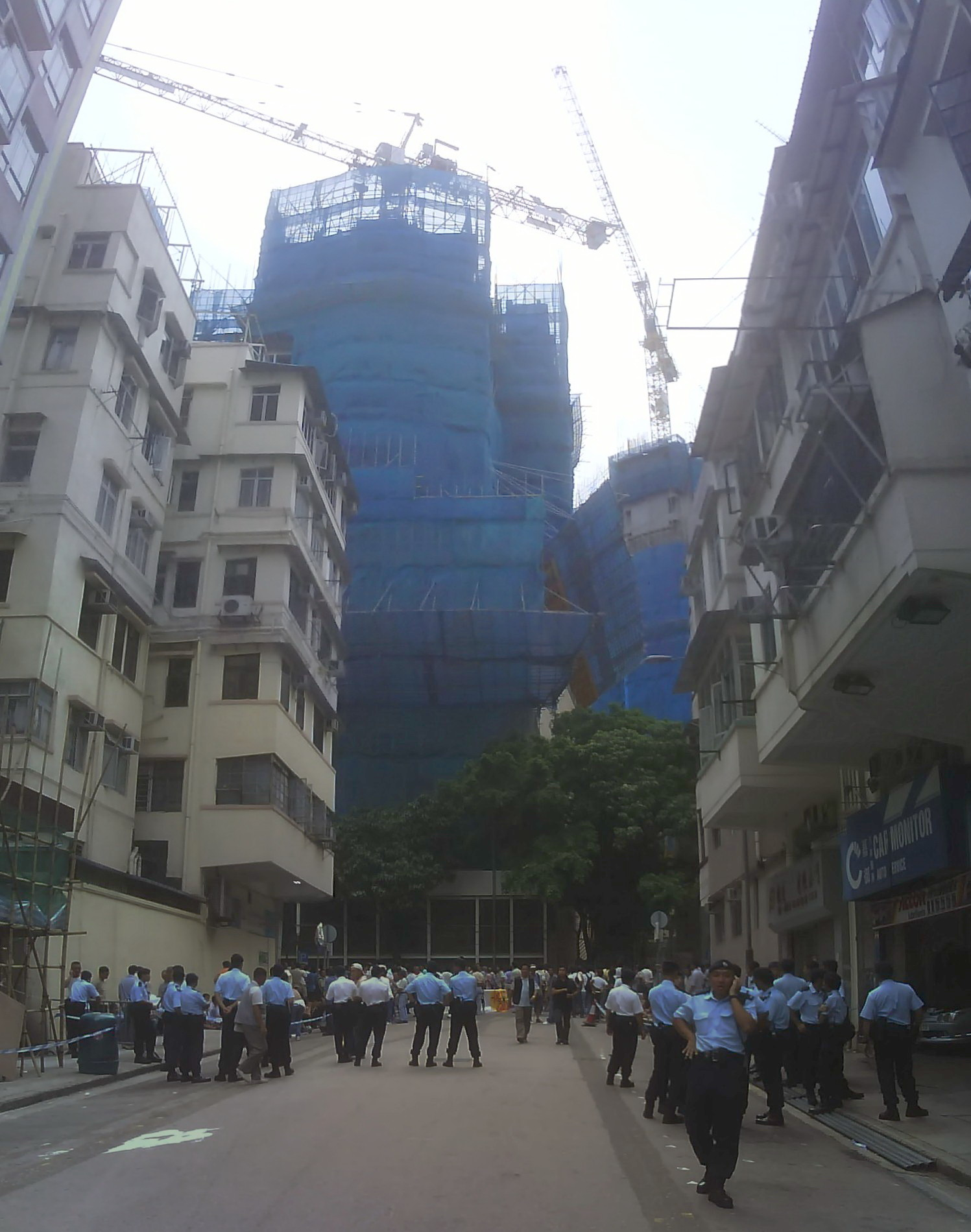
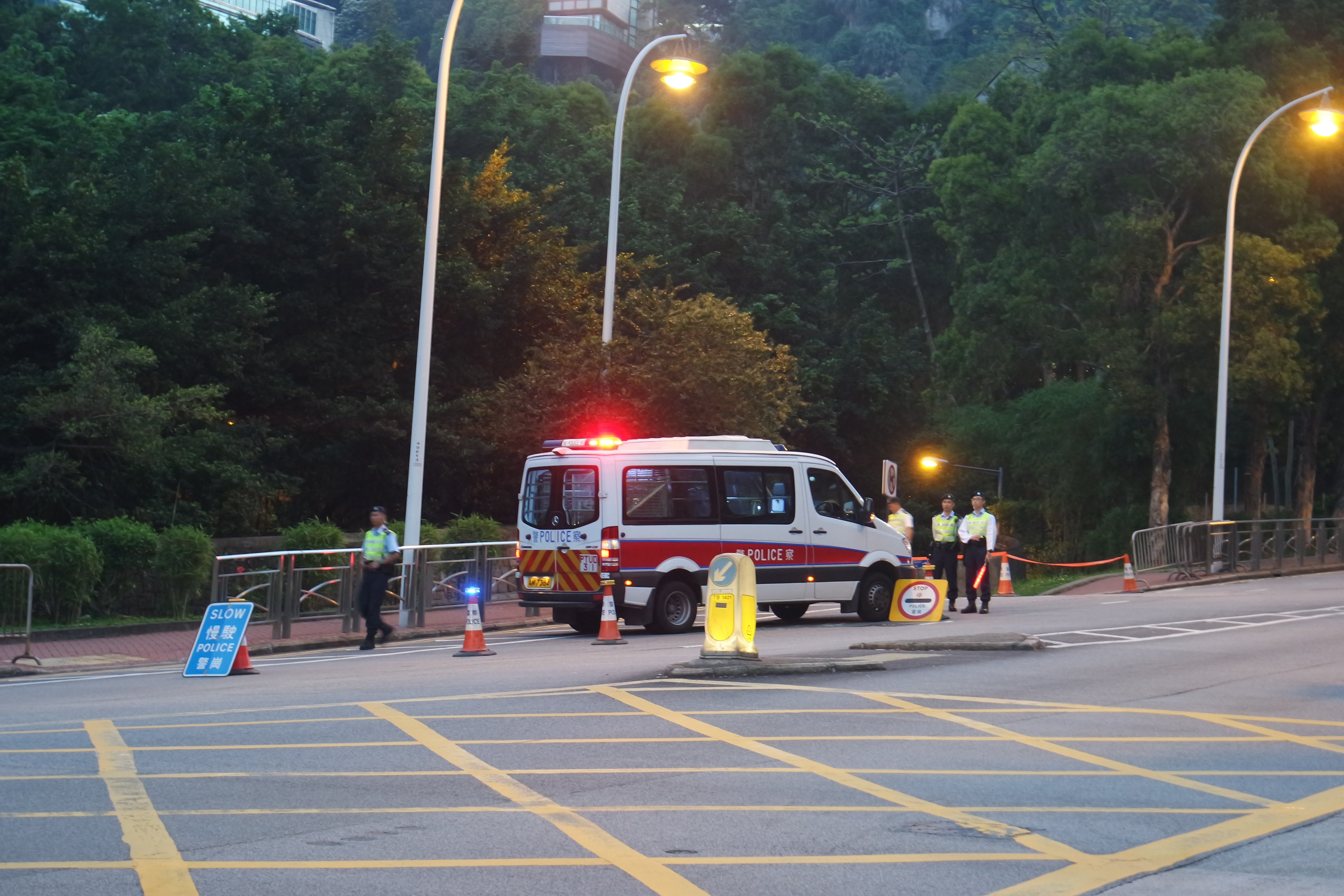

## 装備

### 小火器
- S&W M10HB
- CF98-A
- レミントン M870
- 37mm/38mmフェデラル・ライオットガン
- AR-15 SporterⅡ
- 191型5.8mm自動歩槍（儀仗銃）
- Penn Arms GL-1 Compact スポンジ・グレネードランチャー
- ペッパーボール・ガン
  - Pepperball VKS
  - Tippmann 98
  - Pepper-ball TCP
  - Byrna HD
- ペッパーウォーター・ガン
  - Piexon JPX4

### 車両
- メルセデス・ベンツ・バリオ
- メルセデス・ベンツ・スプリンター
- トヨタ・コースター
- 三菱ふそう・ローザ
- メルセデス・ベンツ・アテゴ（戦術バス）
- 三菱ふそう・キャンター（戦術バス）
- メルセデス・ベンツ・ウニモグ装甲車（退役）
- セイバートゥース装甲車
- メルセデス・ベンツ・アクサー（放水車）
- シノトラック・豪沃TX（小型放水車）

## 登場作品
- 『重装警察』 - 犯人グループの一人がPTUの警察官である。
- 『PTU』- PTUを題材とした犯罪ドラマ映画。